# Гунар Олсон (фудбалер, 1908)
Олоф Гунар Олсон (швед. Gunnar Olsson; 19. јул 1908 — 27. септембар 1974  ) био је шведски фудбалски нападач који је играо за Шведску на Светском првенству у фудбалу 1934. На клупском нивоу играо је за ГАИС.